# Port de Monaco

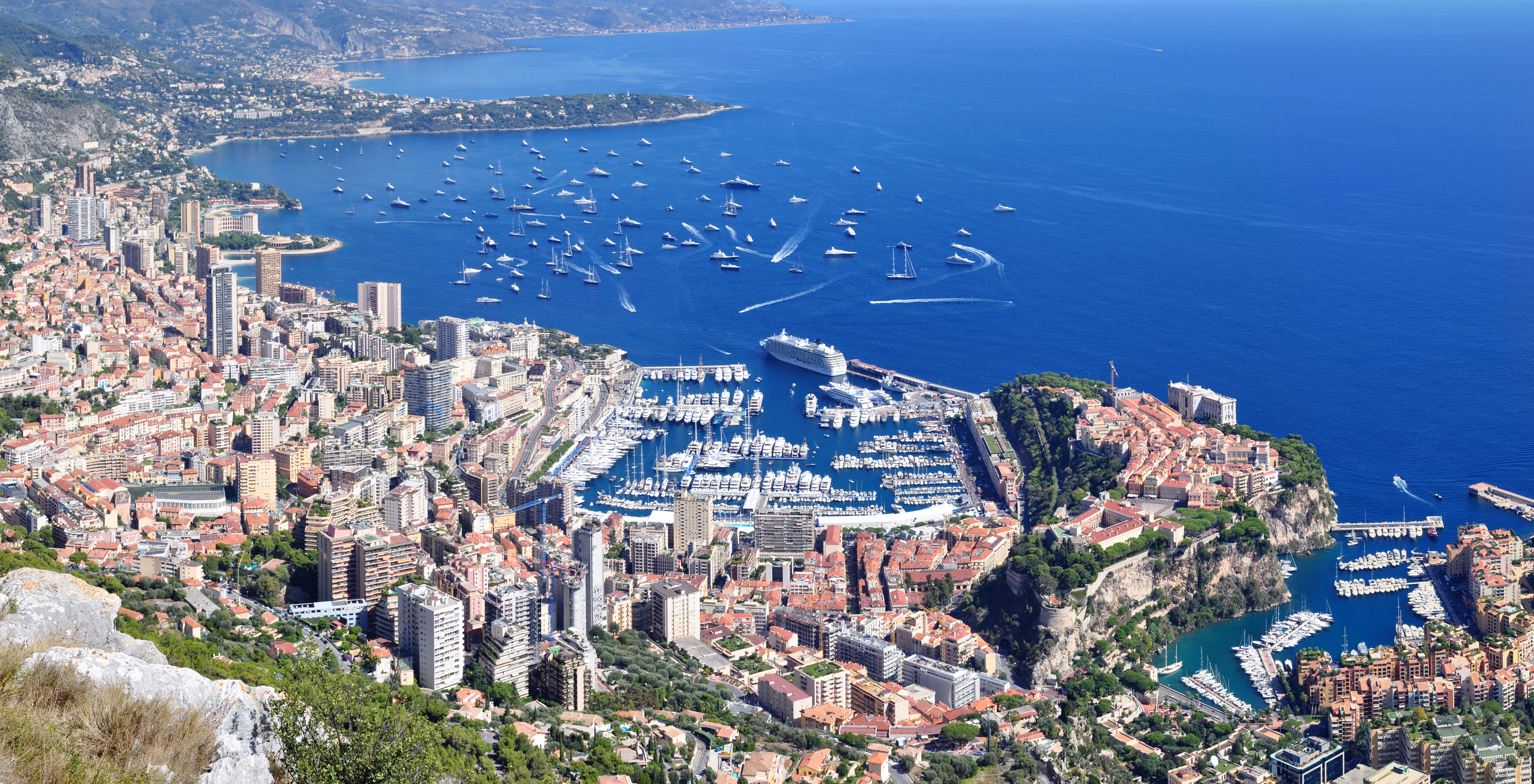
Vue de Monaco depuis la Turbie (France) avec le port Hercule à gauche et le port de Fontvieille à droite de part et d'autre du Rocher.

Le port de Monaco (monégasque : portu de Mu̍negu) se compose de deux ports, l'un naturel, le port Hercule, ayant fait l'objet d'une extension (achevée en 2008) par une digue flottante en béton, le deuxième est artificiel, le port de Fontvieille, construit en même temps que l'extension du quartier de Fontvieille sur la mer.
Certains y ajoutent le port de Cala del Forte situé à Vintimille en Italie et mis en service le 21 octobre 2020,,. Une navette maritime futuriste permet, depuis mai 2021, de rejoindre le nouveau port à Vintimille depuis Monaco (14 km) en 12 min.

## Caractéristiques
La gestion des ports de Monaco a été confiée à une société d’exploitation privée « Ports de Monaco » à compter du 1er janvier 2006. Le prix des places est d'ailleurs très en dessous des ports voisins, les Monégasques ont en sus une réduction de 75 % sur le prix de base, d'où un délai d'attente d'environ 2 ans pour obtenir une place. Le prix de la place a augmenté en flèche : plus de 50 % en un an.
Cette redevance est attribuée d’après une grille de remises agréées par le gouvernement princier.
Les actionnaires des « ports de Monaco » sont à 99 % le gouvernement Princier, le 1 % restant revenant à la société gestionnaire « Ports de Monaco ».